# East Aldfield
East Aldfield est un hameau et un secteur de la municipalité de La Pêche dans Les Collines-de-l'Outaouais au Québec (Canada), à 50 km au nord-ouest de Gatineau.

## Toponymie
Le hameau doit son nom à sa position orientale dans le canton Aldfield, qui lui-même rappelle une ville du Yorkshire. Aldfield, en vieil anglais, signifie « vieille ferme ».

## Géographie
Le hameau est situé dans la vallée de la rivière La Pêche, où se succèdent quelques lacs. Les lacs Ricard (Beckwith) et Lola sont situés respectivement au nord et au sud du noyau villageois. Le lac Sinclair, plus important en superficie, est situé à quelques kilomètres au nord-est du hameau.
Autrefois mû par des activités de foresterie, le secteur est aujourd'hui tourné vers la villégiature,.

## Histoire
Les emplois d'hiver sur les chantiers de coupe de bois attirent des bûcheron à la fin du XIXe siècle. Le déboisement des terres ouvre la porte à la colonisation, attirés par le commerce du bois.
Une chapelle catholique est construite en 1893 en l'honneur de sainte Sophie. Un magasin général, un bureau de poste et une école desservent par la suite le hameau. La paroisse est dissoute et la chapelle fermée en 2007, puis démolie en 2009.
East Aldfield fait originellement partie de la municipalité du canton d'Aldfield elle-même détachée du township d'Onslow en 1878. Le 28 décembre 1974, la municipalité du canton d'Aldfield est annexée à Sainte-Cécile-de-Masham, Wakefield et Masham-Nord, incorporant le hameau à la municipalité de La Pêche.

## Services

### Transports
Le secteur est relié au réseau routier supérieur du Québec par le chemin Cléo-Fournier, qui permet l'accès au hameau depuis la route 366. Transcollines fournit un service de taxibus en rabattement aux principaux circuits.

### Loisirs, culture et vie communautaire
La bourgade compte un centre communautaire.
Symbole de son héritage britannique, le hameau compte un club de golf construit en 1972,.